# Битва при Уаки
Битва при Уаки (исп. Batalla de Huaqui) или битва при Гуаки (в некоторых источниках также называемая Юрайкорагуа или битва при Десагуадеро) — сражение 20 июня 1811 года между революционными войсками Первой хунты (Буэнос-Айрес) и роялистскими войсками Вице-королевства Перу на границе Верхнего Перу (современная Боливия), завершившееся полным поражением революционных армий.

## Предыстория
Армия под командованием Хуана Хосе Кастелли и Антонио Гонсалеса Балькарсе впервые столкнулась с роялистами под командованием генерала Хосе Мануэля де Гойенече в октябре 1810 года. Армия роялистов не использовала своё преимущество и не преследовала противника, а при отступлении на юг столкнулась с ещё одной схваткой, которую проиграла, при Суйпаче.
Успешное продвижение войск Первой хунты продолжилось на север Верхнего Перу, и 20 июня 1811 года они вновь встретились у реки Десагуадеро, где произошло сражение.

## Ход битвы
Утром 19 июня революционная армия разместила свои войска в Уаки, Каса и Мачака и построила временный мост через реку Десагуадеро, перебросив через неё 1200 солдат. Целью было отвлечь войска Гойенече на их фронте и правом фланге, окружив роялистов с тыла через линии, установленные этим новым мостом.
Генерал Гойенече решил провести прямую атаку всеми своими силами. В три часа ночи 20 июня он приказал полковникам Хуану Рамиресу и Пабло Астете, подполковникам Луису Астете и Мариано Лечуге (с 350 кавалеристами и четырьмя пушками) атаковать Касу, недалеко от дороги на Мачаку и коммуникаций в Уаки, в то время как сам двинулся к Уаки с полковниками Франсиско Пикоагой и Фермином Пьеролой, командуя 300 кавалеристами, 40 гвардейцами и 6 артиллерийскими орудиями.
На рассвете высоты на холмах, которые должны были занять войска роялистов, уже кишели революционными войсками, кавалерией и фузилёрами, которые начали расстреливать испанцев гранатами и рогатками. Роялисты ответили и в течение нескольких часов заставили революционеров отступить.
Когда войска сторонников независимости услышали о наступлении Гойенече на Уаки, революционные лидеры Кастелли, Балькарсе и Монтес де Ока покинули город с 15 артиллерийскими орудиями и 2000 человек и заняли сильную позицию на дороге в Уаки между небольшим озером и холмами позади.
Гойенече приказал наступать под огнем противника, в то время как батальон полковника Пикоаги прикрывал их ответным огнем. Войска независимых, узнав генерала Гойенече, направили свой огонь на него, и он приказал одному из своих помощников передать приказ атаковать правым флангом, также прикрывая дорогу батальоном Пьеролы, и выделил три роты для продвижения по фронту, в то время как он и остальные его войска атаковали через левый фланг.
Аргентинская кавалерия попыталась остановить натиск, но была смята и бежала вместе со всей армией повстанцев в направлении Уаки. Гойенече приказал преследовать и впоследствии захватил город. Полковник Рамирес вскоре отправил гонца, сообщившего им о победе в Касе.
Битва закончилась полным отступлением аргентинских войск, потерявших более 1000 человек и бросивших большую часть артиллерии. На полном ходу они укрылись в Потоси, а затем южнее в Жужуе.

## Последствия
В это же время, 20 июня 1811 года, в Перу началась заранее подготовленная революция. Их лидер Франсиско Антонио де Зела договорился с аргентинскими войсками, что пока он начнет революцию в Такне, аргентинская армия выдвинется в сторону Перу, чтобы начать освободительную кампанию в этой стране, но поражение при Уаки остановило планы на перуанской территории.
Плохое впечатление, которое это поражение произвело на Буэнос-Айрес, где они потеряли свое оружие, привело к тому, что Антонио Гонсалес Балькарсе и Хуан Хосе Кастелли были отстранены от командования и преданы военному суду. Поражение также вызвало прекращение огня в осаде Монтевидео из-за опасений в Буэнос-Айресе подвергнуться нападению с двух фронтов одновременно.
Поражение революционеров при Уаки было такого масштаба, что слабость, возникшая на севере после битвы, заставила их назначить генерала Бельграно, чтобы тот взял под контроль Армию Севера и попытался восстановить дисциплину, обучить войска и дождаться нового вооружения. Это заставило его принять крайние меры и мобилизовать население Северной Аргентины в провинции Жужуй на юг перед неминуемым испанским наступлением. Этот эпизод известен в истории как Исход из Жужуя.